# Плоска батерия
Батерията 3R12, наричана най-често „плоска батерия“, е типоразмер на галванични батерии за широко използване. Състои се от три елемента от типоразмер R12 (цилиндрични с дължина 60 mm, диаметър 21,5 mm, 1,5 V) в общ корпус, съединени последователно. Такива батерии първоначално са предназначени за фенерчета и са известни от началото на XX век.
Означението 3R12 е прието за батерии с цинково-въглеродни елементи, а 3LR12 – за батерии с алкални елементи.

## История
Сухата галванична батерия от типоразмер 3R12 е създадена от немския изобретател и предприемач, основателя на фирмата DAIMON Паул Шмит през 1901 г. Той започва масово производство на патентованата от него суха батерия с напрежение 4,5 V и популярни джобни фенерчета, за които тя е конструирана.
- Устройство на батерията
- 3R12
- 3LR12
- Фенерче с батерия 3LR12 (отворено)